# C/2023 A3 (Tsuchinshan–ATLAS)
C/2023 A3 (Tsuchinshan–ATLAS), también conocido como Cometa del siglo, es un cometa de la Nube de Oort, descubierto el 9 de enero de 2023 por el Observatorio de la Montaña Púrpura y encontrado de forma independiente el 22 de febrero de 2023 por el Sistema ATLAS situado en Sudáfrica. En septiembre de 2023, el cometa se encontraba a 5,5 UA del Sol, acercándose a 17,9 km/s, con una región de incertidumbre de ±8000 km. El 27 de septiembre de 2024, el cometa pasó por el perihelio a una distancia de 0,391 UA (58.559millones de kilómetros)alcanzando una velocidad orbital de 67.327km/s y fue visible a simple vista con una magnitud de 0,22.

## Historial de observación
Durante la búsqueda realizada por el Sistema de Última Alerta de Impacto Terrestre de Asteroide (ATLAS) utilizando el Reflector Schmidt de 0,5 m f/2 en el Observatorio Sutherland en Sudáfrica se detectó un objeto asteroidal con una magnitud estimada de 18,1, en imágenes tomadas el 22 de febrero de 2023, cuando el cometa estaba a unas 7,3 UA del Sol. Después de los primeros cálculos de órbita, se observó que es igual a un objeto de magnitud 18,7 informado al Centro de Planetas Menores por el Observatorio de la Montaña Púrpura con el observatorio de Tsuchinsha que fue detectado en imágenes tomadas el 9 de enero de 2023. Fue ingresado en la lista de objetos en espera de confirmación, pero después de que no se informaron observaciones de seguimiento, se eliminó el 30 de enero de 2023 y se consideró perdido. Basado en las convenciones de nomenclatura de los cometas, el cometa recibió el nombre de ambos observatorios.
El objeto fue posteriormente detectado en imágenes tomadas por Zwicky Transient Facility (ZTF) en el Observatorio Palomar el 22 de diciembre de 2022, cuando tenía una magnitud de 19,2-19,6. Estas imágenes también revelaron que tenía una coma muy condensada y una pequeña cola recta de 10" de largo. de longitud, lo que indica que es un cometa. Hidetaka Sato, M. Mattiazzo y Cristóvão Jacques informaron sobre más evidencia de actividad cometaria.
Tras el anuncio del descubrimiento, se estimó que el cometa alcanzaría una magnitud absoluta de +3 durante el perihelio, asumiendo una magnitud absoluta (H) de 7 y 2.5n = 8, cuando estará en baja elongación solar.Será mejor visible desde la Tierra unas tres semanas después del perihelio, después de mediados de octubre, cuando se estima que será de cuarta magnitud. Gideon van Buitenen estimó que el cometa alcanzará una magnitud de 0,9 durante el perihelio y −0,2 en el momento de su máxima aproximación a la Tierra, suponiendo que H = 5,2 y 2,5n = 10, y se beneficiará de los efectos de dispersión hacia adelante. El 9 de octubre de 2024 el cometa estará a 3,5 grados del Sol.

## Órbita
El cometa tiene una órbita retrógrada, con una inclinación de 139°. El cometa tiene su perihelio a una distancia de 0,391 UA y su mayor aproximación a la Tierra fue el 12 de octubre de 2024, a una distancia de 0,47 UA. El cometa no se acerca a los planetas gigantes del Sistema Solar. La órbita está débilmente ligada al Sol antes de entrar en la región planetaria del Sistema Solar. Debido a las perturbaciones planetarias, la órbita de salida tendrá una mayor excentricidad que la órbita entrante y no está ligada al Sol ya que es débilmente hiperbólica. La trayectoria débilmente hiperbólica puede o no provocar que el cometa sea expulsado del Sistema Solar. Se espera que esté a 200 UA del Sol en el año 2237.

## Perihelio
Durante su perihelio, el 28 de septiembre de 2024, pasó a una distancia de 0,391 UA o aproximadamente de 58 millones de km del Sol. Su núcleo de hielo y polvo se calentó significativamente, lo que provocó una intensa sublimación de gases y partículas que alimentaron su coma y desarrollaron una espectacular cola de plasma y polvo.  

## Máxima aproximación a la Tierra
El 12 de octubre, C/2023 A3 pasó el punto más cercano a la Tierra a una distancia de 0,473 AU (70.65 millones de km) de nuestro planeta alcanzando un brillo o magnitud de 0,325. 

## Galería

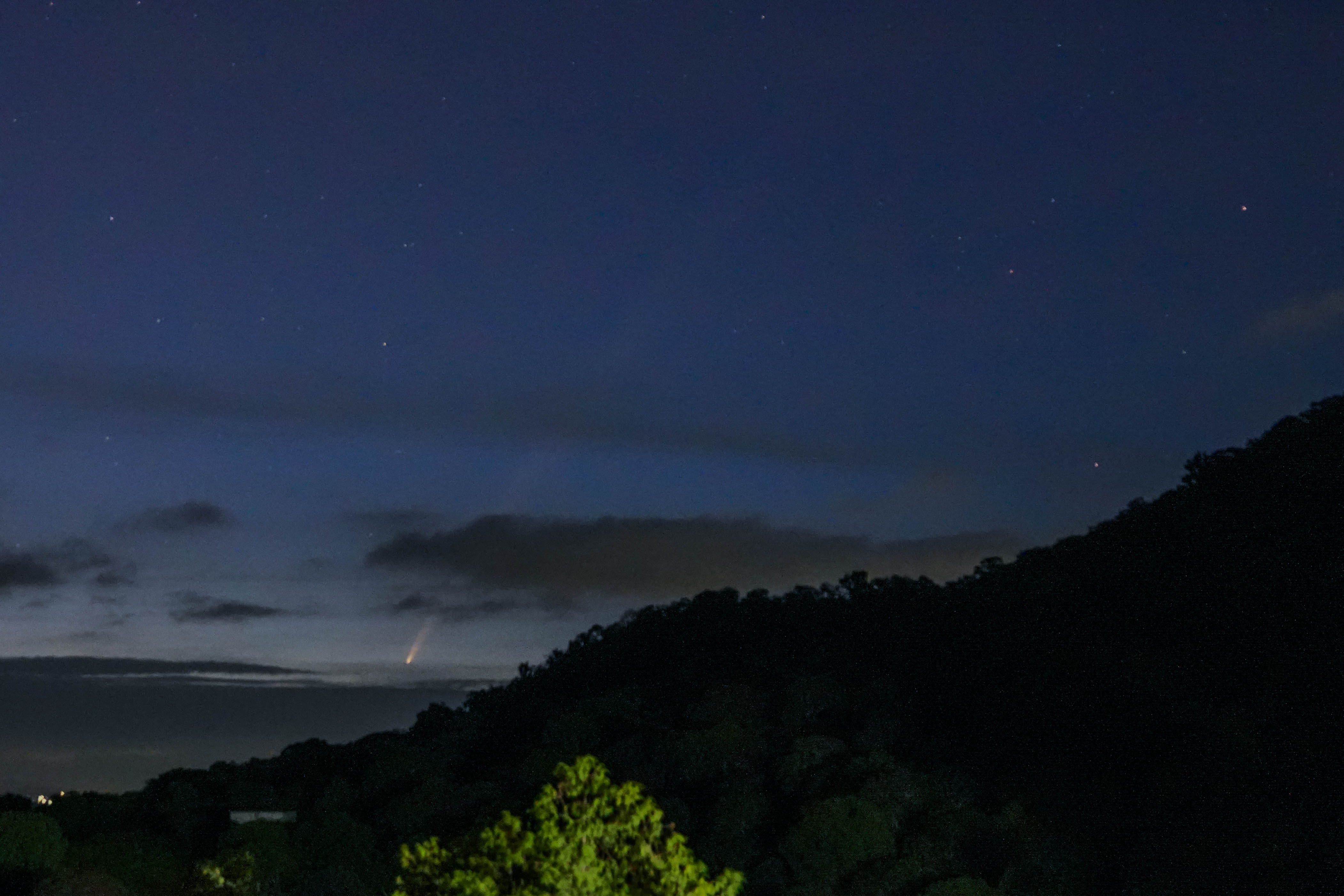
C/2023 A3 (Tsuchinshan-ATLAS) sobre el horizonte al amanecer del jueves 3 de octubre de 2024 en Huasca de Ocampo, México.
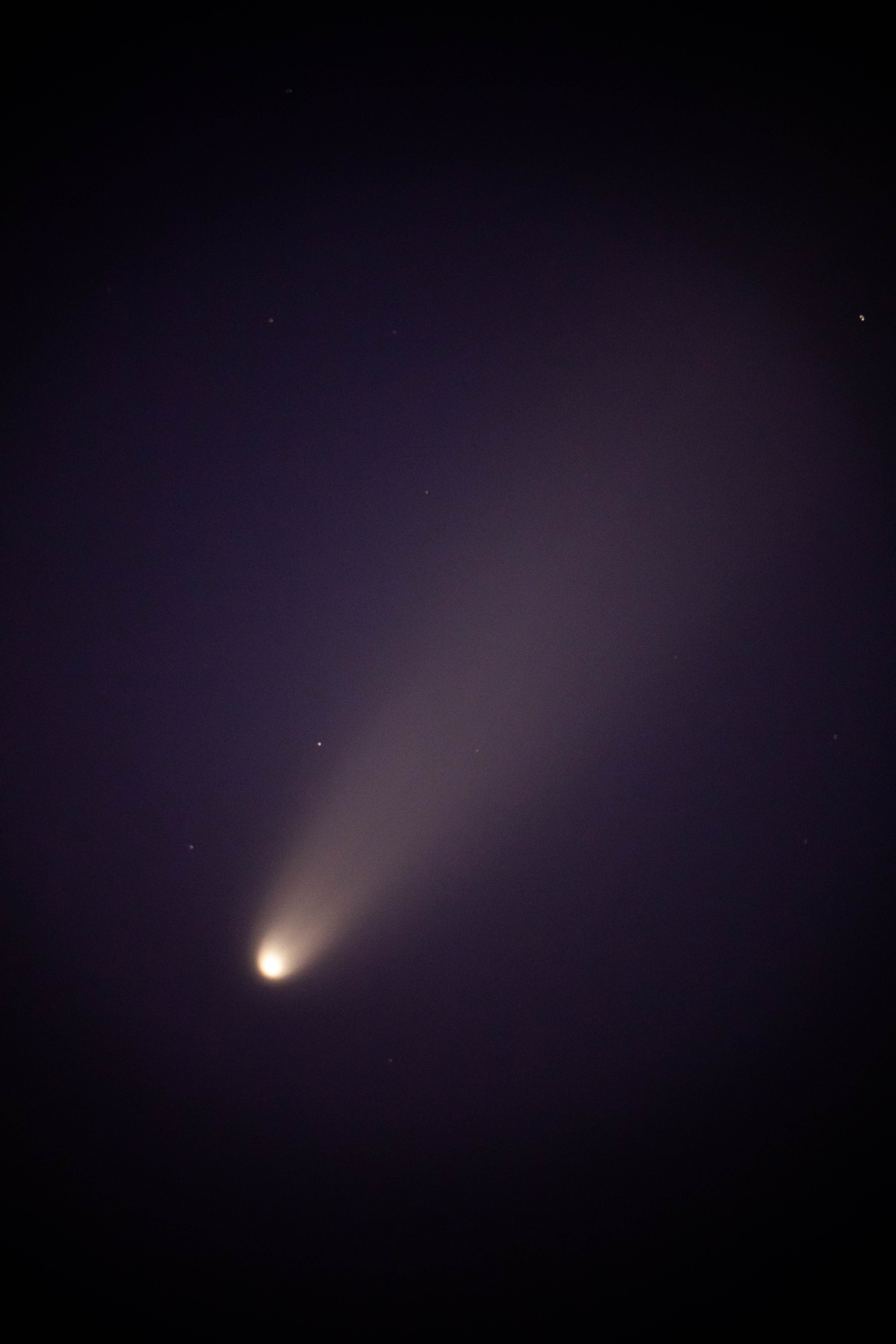
C/2023 A3 (Tsuchinshan-ATLAS) el 12 de octubre de 2024.
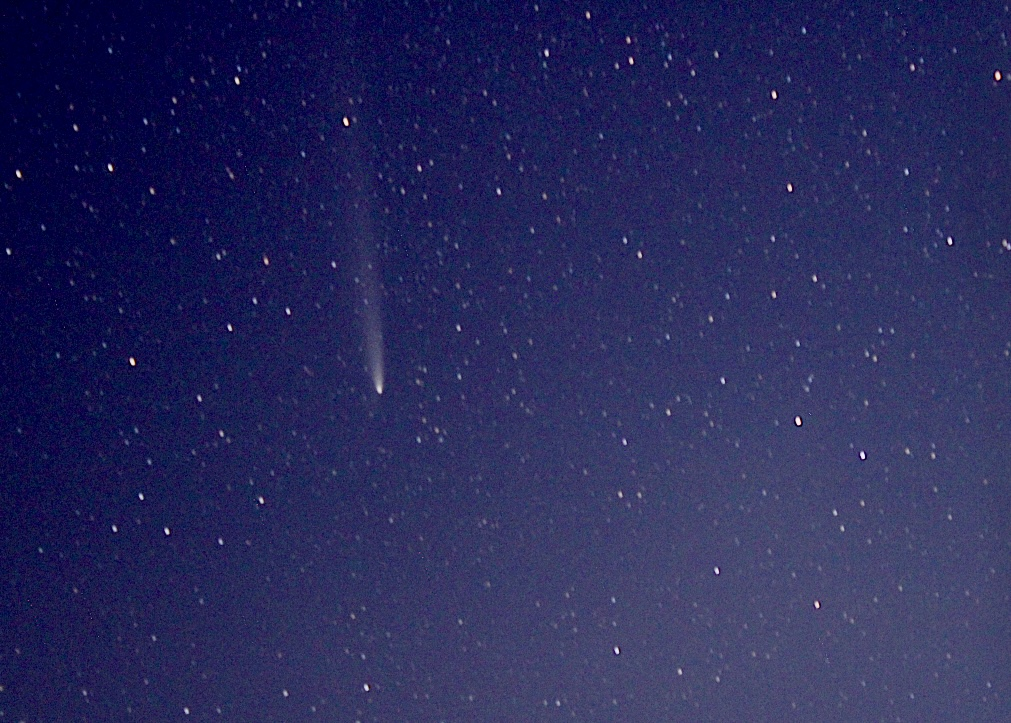
C/2023 A3 (Tsuchinshan–ATLAS) fotografiado desde San Diego de la Unión en Guanajuato, México, mostrando su cola en el cielo nocturno.
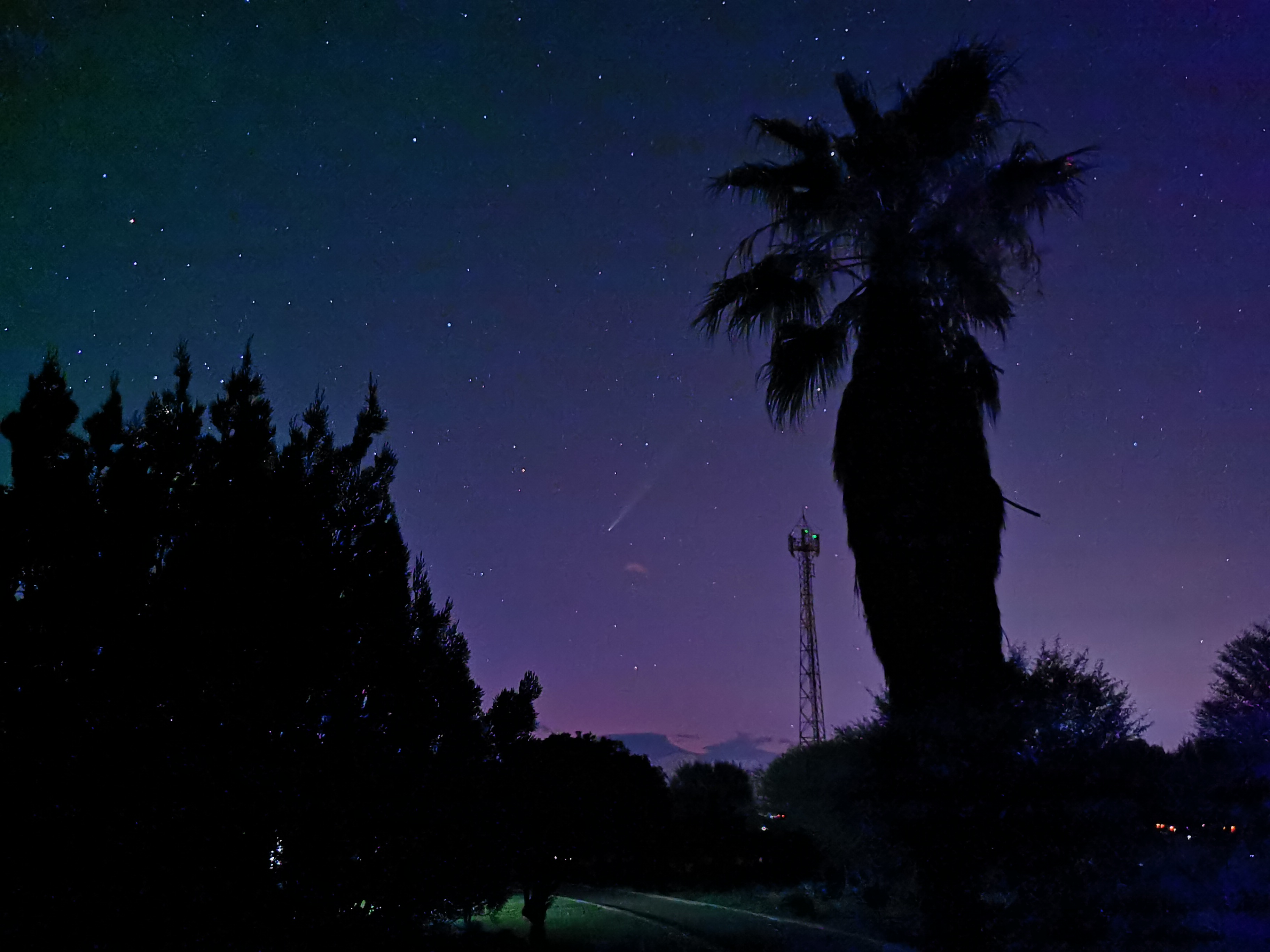
C/2023 A3 (Tsuchinshan-ATLAS) fotografiado en Tarija, Bolivia.